# モスタファ・エル＝サイエド
モスタファ・A・エル＝サイエド（مصطفى السيد、Mostafa A. El-Sayed、1933年5月8日- ）は、エジプト出身でアメリカ合衆国の化学物理学者、ナノ科学研究者、自身の名前に因んだ分光学の規則、「エル＝サイエド則」でも知られる。

## 若年期と学術キャリア
エジプト王国のZiftaに生まれ、1953年にアイン・シャムス大学理学部からB.Sc. を得た。エル＝サイエドはフロリダ州立大学から博士号を授与された。1958年にハーバード大学、1959年にイェール大学、1960年にカリフォルニア工科大学で博士研究員として研究を行い、1961年にカリフォルニア大学ロサンゼルス校の教員となった。現在はジョージア工科大学の化学および生化学のJulius Brown Chair and Regents教授である。
1980年から2004年までJournal of Physical Chemistryの編集長を務めた。

## 研究

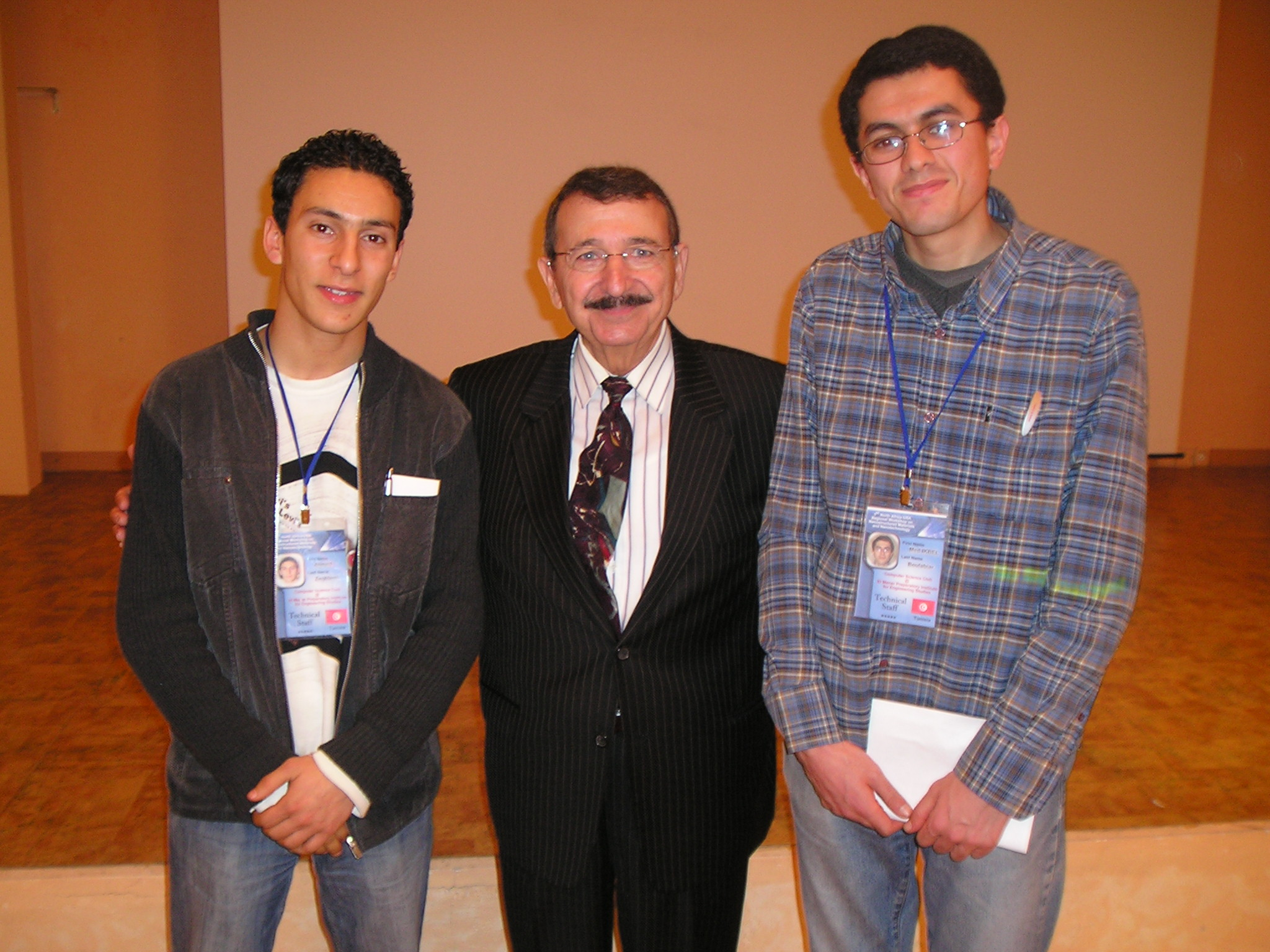
エル＝サイエドと2人の学生（2008年）。

エル＝サイエドと彼の研究グループは物理化学および材料化学研究の多くの重要な領域で貢献してきた。エル＝サイエドの研究の対象には、分子、固体、光合成系におけるエネルギーの緩和、輸送、および変換を理解するための定常状態および超高速レーザー分光法の使用、半導体量子ドット、ならびに金属ナノ構造体が含まれる。エル＝サイエドのグループは、磁性フォトニック選択、ピコ秒ラマン分光法、およびリン光マイクロ波二重共鳴分光法といった新技術の開発にも関与してきた。エル＝サイエドの研究室の大きな焦点は現在貴金属ナノ粒子の光学的、化学的特性と、ナノ触媒、ナノフォトニクス、ナノメディシンへのそれらの応用にある。

## エル＝サイエド則
項間交差（ISC）は、異なる多重度を有する2つの電子状態間の等エネルギー的無輻射遷移を含む光物理学的過程である。ISCはしばしば、より低い電子状態にある振動的に励起された分子実体をもたらし、これは次にその最低分子振動準位に減衰する。ISCは角運動量の保存則によって禁制である。結果として、ISCは一般的に非常に長い時間スケールで起こる。しかしながら、エル＝サイエドの規則は、項間交差（例えば最低一重項状態から三重項多様体へ）の速度は、もし無輻射遷移が分子軌道の種類の変化を含むならば比較的大きい、と述べる。例えば、(π,π*) 一重項状態は (n,π*) 三重項状態へと遷移できるが、(π,π*) 三重項状態へは出来ず、逆もまた同様である。1960年代にエル＝サイエドによって定式化されたこの規則は多くの光化学の教科書に書かれており、分子におけるリン光、振動緩和、項間交差、内部転換、および励起状態の寿命を理解するうえで有用である。

## 栄誉・受賞
- 1990年 - キング・ファイサル国際賞
- 2002年 - アーヴィング・ラングミュア賞
- 2007年 - アメリカ国家科学賞
- 2009年 - グレン・T・シーボーグ・メダル
- 2016年 - プリーストリー賞

その他、米国科学アカデミー会員に選出された。